# Dramatisches Theater Warschau

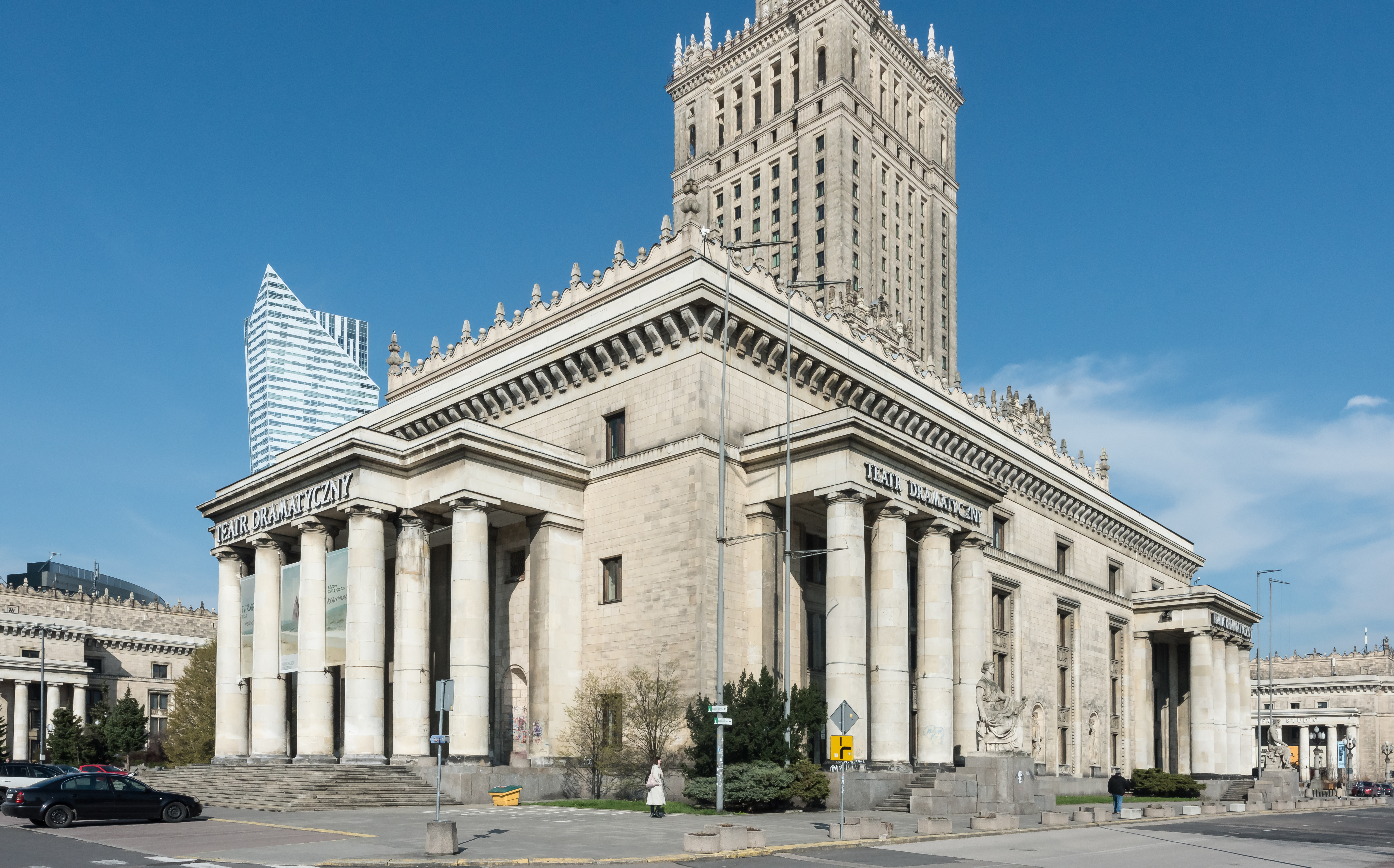
Dramatisches Theater Warschau (2023)

Das Dramatische Theater Warschau (polnisch Teatr Dramatyczny m. st. Warszawy ‚Dramatisches Theater der Hauptstadt Warschau‘) ist ein Stadttheater im linken Flügel des Kulturpalastes am Plac Defilad 1 in Warschau. Es zählt zu den wichtigsten polnischen Theatern der Nachkriegszeit.

## Geschichte

### Theater des Hauses der Polnischen Armee
Das Theater wurde im September 1949 als Wandertheater des Hauses der Polnischen Armee (polnisch Objazdowy Teatr Dramatyczny Domu Wojskiego Polskiego) gegründet und spielte unter der Leitung von Emil Chaberski an der ul. Królewska in Warschau. Bereits im September 1950 wurde es in Theater des Hauses der Polnischen Armee (polnisch Teatr Domu Wojskiego Polskiego) umbenannt. Unter der Leitung von Marian Meller bezog das Theater 1955 seinen neuen Sitz im Kulturpalast.

### Dramatisches Theater
1957 wurde das Theater in Dramatisches Theater (polnisch Teatr Dramatyczny) umbenannt und wurde dank seines ehrgeizigen Repertoires in der Zeit des Polnischen Oktobers schnell zu einer der wichtigsten Theaterbühnen der Volksrepublik Polen. So wurden unter der Regie von Ludwik René die Stücke Krzesła von Eugene Ionesco 1957 und Wizyta starszej pani von Friedrich Dürrenmatt 1958 aufgeführt, der zu einem viel gespielten Autor wurde. Acht Dramen von Dürrenmatt wurden zwischen 1957 und 1967 in Polen erstaufgeführt. Daneben wurden auch polnische Stücke uraufgeführt. Hierzu zählen Iwona, księżniczka Burgunda von Witold Gombrowicz (Regie: Halina Mikołajska) 1957, Policja von Sławomir Mrożek (Regie: Jan Świderski) 1958 und Kartoteka von Tadeusz Różewicz (Regie: Wanda Laskowska) 1960. In den 1960er-Jahren wurden überwiegend zeitgenössische Stücke sowie einige Klassiker aufgeführt. Auf der Bühne traten in dieser Zeit u. a. Aleksander Dzwonkowski, Ignacy Gogolewski, Wiesław Gołas, Ryszarda Hanin, Gustaw Holoubek, Barbara Krafftówna, Halina Mikołajska, Józef Para, Zofia Rysiówna und Witold Skaruch auf.
Die Leitung übernahm 1972 Gustaw Holoubek und wollte das Theater zu einer inoffiziellen Nationalbühne gestalten. Die Bühne zeichnete sich in dieser Zeit insbesondere durch seine schauspielerische Leistungen aus. Das Ensemble wurde um Ryszard Pietruski, Danuta Szaflarska, Mieczysław Voit, Zbigniew Zapasiewicz, Magdalena Zawadzka, aber auch jüngere Schauspieler wie Piotr Fronczewski, Jadwiga Jankowska-Cieślak, Marek Kondrat und Karol Strasburger erweitert. Einen großen Erfolg konnte das Theater 1976 mit der Inszenierung von Kubuś fatalista i jego pan nach Denis Diderot unter der Regie von Witold Zatorski feiern. In den 1970er-Jahren arbeitete der Regisseur Jerzy Jarocki dauerhaft mit dem Theater zusammen, für das er 1974 das Drama Ślub von Witold Gombrowicz uraufführte. Seine Inszenierungen von Pieszo von Sławomir Mrożek 1981 und Mord w katedrze von T. S. Eliot 1983 fanden in der Zeit der Solidarność große Resonanz.
Nach dem Ausruf des Kriegsrechts am 13. Dezember 1981 kam es zu einem Schauspielerboykott, insbesondere im Fernsehen. Daraufhin wurde Gustaw Holoubka seines Amtes enthoben und ein Großteil des Ensembles verließ das Theater. Die Leitung übernahm Mieczysław Marszycki 1983 kurzzeitig und das Theater kam mit dem 1982 gegründeten Theater der Republik (polnisch Teatr Rzeczypospolitej) unter eine gemeinsame Verwaltung. Jan Paweł Gawlik wurde noch 1983 die Leitung übertragen. Ihm folgte 1985 Marek Okopiński. In dieser wechselvollen Zeit sank das künstlerische Niveau drastisch.
Als Zbigniew Zapasiewicz die Leitung 1987 übernahm, versuchte er das Ansehen des Hauses wieder herzustellen und engagierte talentierte Absolventen der Staatlichen Hochschule für Theater. Unter seiner Direktion wurden 1988 Ja, Feuerbach von Tankred Dorst (Regie: Andrzej Łapicki) sowie die Uraufführung von Car Mikołaj von Tadeusz Słobodzianek (Regie: Maciej Prus) inszeniert.
1990 übernahm Maciej Prus die Leitung des Theaters und geriet in einen bis 1993 andauernden Konflikt mit der Firma Batax, die das Musical Metro von Janusz Józefowicz und Janusz Stokłosa produzierte und auf der Bühne des Dramatischen Theaters spielen ließ. In den ersten Jahren inszenierte Prus mehrere polnische Klassiker, jedoch stießen diese Inszenierungen bei der Kritik auf kaum Resonanz. Nach der Übernahme der künstlerischen Leitung 1993 durch Piotr Cieślak und einer Kooperation mit Antoni Libera, der Stücke von Samuel Beckett inszenierte, gewann das Theater wieder an Beliebtheit. Viele junge Regisseure waren an der Bühne tätig, wie Piotr Cieplak, Grzegorz Jarzyna und Krzysztof Warlikowski.
Am Dramatischen Theater spielten in den 1990er-Jahren u. a. Mariusz Bonaszewski, Piotr Bajor, Marcin Dorociński, Adam Ferency, Jolanta Fraszyńska, Agata Kulesza, Małgorzata Kożuchowska, Sławomir Orzechowski, Piotr Sikba, Grażyna Wolszczak und Wojciech Wysocki.
2008 wurde das Theater in Dramatisches Gustaw-Holoubka-Theater umbenannt und Paweł Miśkiewicz wurde Direktor. Unter seiner Leitung wurde das internationale Theaterfestival Warszawa Centralna ins Leben gerufen. Durch einen Beschluss des Stadtrates wurde am 1. Januar 2013 das Theater mit dem Teatr na Woli vereinigt und trägt seitdem den Namen Dramatisches Theater Warschau. Die Leitung übernahm Tadeusz Słobodzianek.

## Direktoren
- 1955–1962: Marian Meller
- 1963–1966: Jan Świderski
- 1966–1968: Andrzej Szczepkowski
- 1968–1972: Jan Bratkowski
- 1972–1983: Gustaw Holoubek
- 1983: Mieczysław Marszycki
- 1983–1985: Jan Paweł Gawlik
- 1985–1987: Marek Okopiński
- 1987–1990: Zbigniew Zapasiewicz
- 1990–2008: Maciej Prus
- 2008–2013: Paweł Miśkiewicz
- 2013–2022: Tadeusz Słobodzianek
- 2022–2024: Monika Strzępka
- 2024: Mariusz Guglas (kommissarischer Direktor)
- 2024– : Wojciech Stefaniak